# Palmar (Uruguay)
Palmar ist eine Ortschaft in Uruguay.

## Geographie
Sie befindet sich im nordöstlichen Teil des Departamento Soriano in dessen Sektor 11. Sie liegt am südlichen, linksseitigen Ufer des Río Negro, der hier die Grenze zum Nachbardepartamento Río Negro bildet. An seinem gegenüberliegenden Ufer ist der Cerro del Fancés gelegen. Nahegelegene Ansiedlungen sind Villa Darwin im Westsüdwesten und El Tala im Südosten. In Palmar entspringt der de las Pajas, ein linksseitiger Nebenfluss des Río Negro.

## Infrastruktur
Durch Palmar führt die Ruta 55.

## Einwohner
Palmar hatte bei der Volkszählung im Jahre 2004 471 Einwohner.
| Jahr | Einwohner |
| ---- | --------- |
| 1963 | -         |
| 1975 | -         |
| 1985 | 834       |
| 1996 | 703       |
| 2004 | 471       |

Quelle: Instituto Nacional de Estadística de Uruguay